# 나나오촌 (시가현)
나나오촌(七尾村)은 일본 시가현 히가시아자이군에 설치되었던 촌이다. 현재의 나가하마시의 남동부에 해당한다.